# Zero Day (série télévisée taïwanaise)
 (juillet 2024).
Pour les articles homonymes, voir Zero Day.
Zero Day (chinois traditionnel : 零日攻擊) est une série télévisée de fiction spéculative taïwanaise qui est diffusée depuis le 2 aout 2025. Le scénario tourne autour d’une invasion de l’île de Taïwan par l’Armée populaire de libération et les événements qui y ont conduit,,.

## Synopsis
À la suite de la destruction d’un avion de lutte anti-sous-marine Shaanxi Y-8 de la Force aérienne chinoise dans le détroit de Taïwan, la Chine lance une opération de recherche et sauvetage. C’est une couverture pour instaurer un blocus naval sur les eaux entourant Taïwan. Cela entraîne l’arrêt complet du transport maritime international vers l’île, puis un krach boursier et une panique bancaire. Alors que l’armée taïwanaise se mobilise en vue de l’invasion, les gouvernements étrangers commencent à évacuer de Taïwan leurs ressortissants,.
Une campagne de guerre hybride commence à diffuser sur les médias sociaux de la désinformation pour éroder le moral, tandis que des pirates chinois détournent les médias locaux, en utilisant des deepfakes d’IA du président taïwanais pour tromper le public et l’amener à lui retirer sa confiance. Alors que les infiltrés chinois et leurs collaborateurs locaux libèrent en masse les condamnés des prisons, des groupes armés de membres de la cinquième colonne et de membres de gangs commencent à bloquer les routes. Au fur et à mesure que le chaos qui s’ensuit progresse, les agents des forces spéciales de la PLAAF atterrissent.

## Production
La série a été annoncée lors d’une conférence de presse le 23 juillet 2024, et la première bande-annonce a été publiée le même jour. La préparation de la série a commencé en décembre 2022. Le tournage principal a commencé en mars 2024 et devrait se terminer en novembre 2024. La série est soutenue par le « plan de contenu 1 plus 4-T » du ministère de la Culture taïwanais et est produite par Zero Day Cultural and Creative Co., Ltd., avec un financement fourni par la Taiwan Creative Content Agency (zh), Chunghwa Telecom, Kaohsiung Film Fund (zh), et Robert Tsao. Cheng Shin-mei est le producteur et scénariste de la série, tandis que Lin Shih-ken est producteur exécutif. Le tournage a également bénéficié de l’appui des forces armées de la république de Chine.
Le réalisateur Lo Ging-zim explique qu’après l’invasion de l'Ukraine par la Russie en 2022, il considère Taïwan comme « le prochain point chaud le plus probable... le drame ne présente pas la vérité mais une métaphore de la façon dont nous pourrions réagir aux défis de la réalité », et que Zero Day vise à montrer au public comment faire face à une invasion potentielle. L’acteur hongkongais Chapman To, qui joue le personnage de « Frère Qiang », un agent du Parti communiste chinois, a déclaré dans une interview aux médias qu'« il est embarrassant de jouer le rôle d’un Hongkongais envoyé par la république populaire de Chine pour infiltrer Taïwan, mais jouer un tel rôle n’est pas difficile car il y a beaucoup de ces personnes à Hong Kong, ».

## Sortie
La série est composée de dix épisodes et sort en aout 2025. Chacun des épisodes sera filmé par des réalisateurs différents.
Une bande-annonce de 17 minutes est publiée en juillet 2024,.

## Controverses
À la suite de l’annonce de l’émission, les utilisateurs chinois sur Sina Weibo ont critiqué le casting d’Issei Takahashi dans la production. Dans une interview accordée par Takahashi avec Cheng Shin-mei aux médias taïwanais, il a révélé qu’il était prêt à accepter le risque d’être mis sur la liste noire du marché du film chinois.

## Distribution
- Issei Takahashi[12]
- Cindy Lien (zh)[1]
- Chapman To[11]
- Kaiser Chuang[1]
- Ko I-chen (zh)[1]